# Novopetrivka, Bereznehuvate
Novopetrivka (în ucraineană Новопетрівка) este un sat în comuna Liubomîrivka din raionul Bereznehuvate, regiunea Mîkolaiiv, Ucraina.

## Demografie
Componența lingvistică a localității Novopetrivka
     Ucraineană (100%)
Conform recensământului din 2001, toată populația localității Novopetrivka era vorbitoare de ucraineană (100%).